# Oratorio del Sacro Cuore
L'Oratorio del Sacro Cuore di Gesù è una chiesa sussidiaria in Monteforte d'Alpone; fa parte del vicariato dell'Est Veronese, precisamente dell'Unità Pastorale Soave - Monteforte.

## Storia
Il monterfortiano don Luigi Nardello esercitò il suo ministero esclusivamente nella parrocchia del suo paese. Dal 1845 al 1856 e nel 1872 fu il cappellano di Santa Maria Fossa Dragone e, in contemporanea, dopo la costruzione dell’Oratorio di San Luigi Gonzaga presso la parrocchiale di S. Maria Maggiore, avvenuta tra il 1843 e il 1855, ne divenne il direttore, incarico che ricoprì fino alla morte avvenuta nel 1891.
Don Nardello, il 20 maggio 1876, informò tramite lettera l’arciprete don Lupicino Turco della costruzione di un Oratorio, pregandolo di domandare al Vescovo di Verona, il Cardinale Luigi di Canossa, l’autorizzazione a benedirlo e a celebrare la prima Santa Messa. Inoltre, chiedeva di potervi celebrare l’Eucarestia nei giorni in cui, a causa del maltempo o della malattia, non avrebbe potuto recarsi a Santa Maria Maggiore. Essendo un Oratorio privato, la celebrazione sarebbe avvenuta con la porta chiusa sulla pubblica via.
La Curia diocesana, l’8 giugno, emanò il decreto con cui concesse l’autorizzazione e il 23 dello stesso mese don Turco benedì il nuovo luogo di culto.

## Descrizione

### La facciata
L’edificio sorge sul muro di cinta della corte dei Nardello e la facciata, in mattoni, presenta un portale in marmo, il tutto preceduto da una cancellata in ferro battuto. Sul fastigio della facciata è scolpito un cuore, a ricordare la dedicazione dell’edificio al Sacro Cuore di Gesù.

Sotto l’architrave vi è l’iscrizione Gesù Giuseppe Maria vi dono il cuore e l’anima mia.

### L’interno
L’interno presenta un altare con cornice elaborata con iscrizione (Praebe fili mi cor tuum mihi; Figlio mio offrimi il tuo cuore) che racchiude una pala della fine del XIX secolo con il ‘’Sacro Cuore di Gesù’’, opera attribuita al pittore veronese Luigi Marai che è stata ritoccata nella parte inferiore.
Ai lati della pala due nicchie con statue in marmo raffiguranti San Giuseppe e l’ Addolorata.